# Pervomaiski (Guiaguínskaia)
Pervomaiski - Первомайский (rus) - és un khútor de la República d'Adiguèsia, a Rússia. És a 8 km al nord de Guiaguínskaia i a 39 km al nord de Maikop. Pertany a la stanitsa de Guiaguínskaia.